# 恒温槽

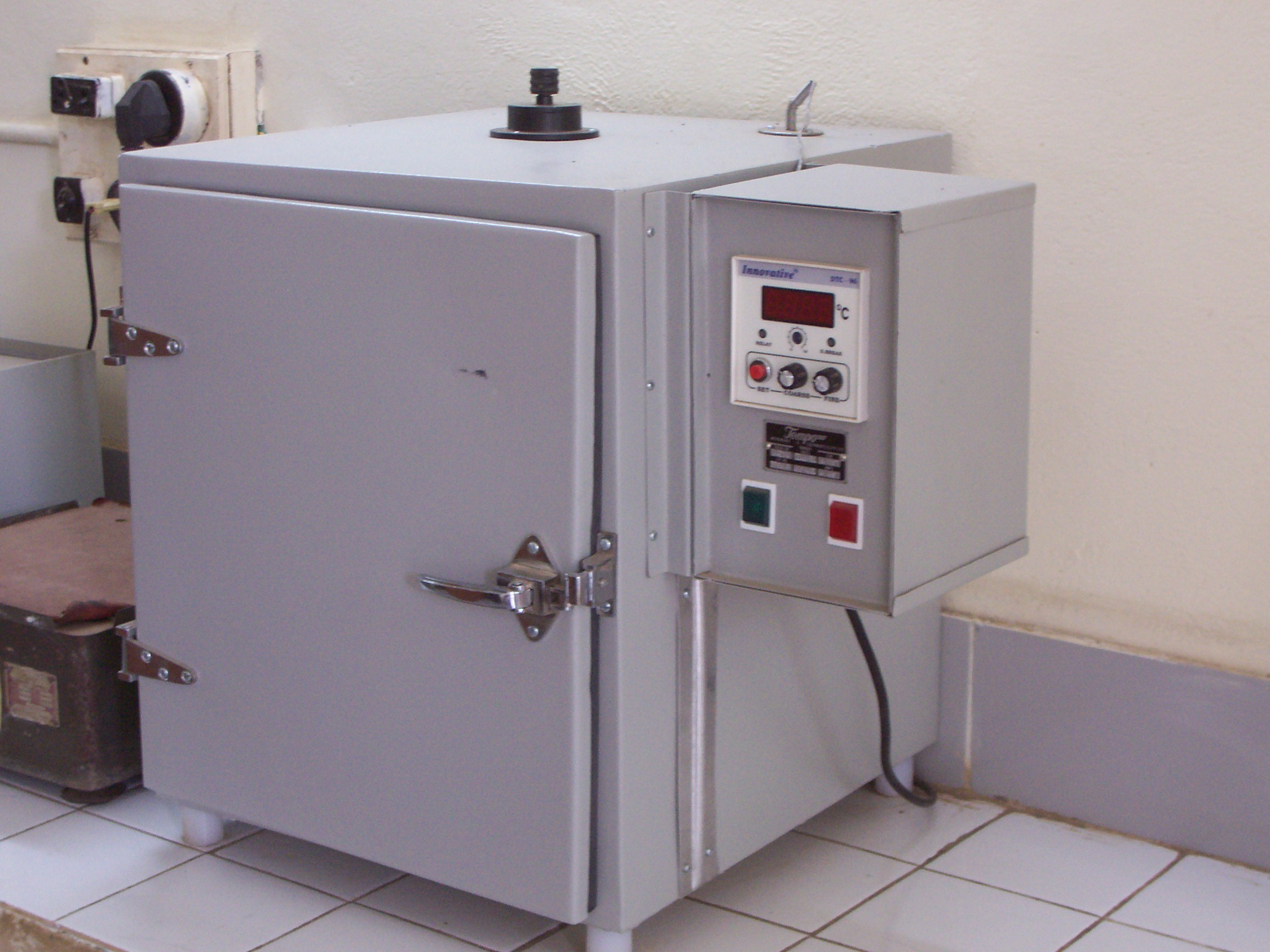
微生物を培養する為のインキュベーター

恒温槽（こうおんそう）とは、科学実験で用いられる器具の一種。長時間一定温度に保つことができるような制御を施した容器である。主に、槽内部の温度を一定に保つため、周囲環境からの温度変化の影響を防ぐことができる構造になっている。

## 種類
恒温槽としては、主に次のような種類がある。
- インキュベーター
- 孵卵器
- 恒温水槽
- 恒温乾燥器
- 環境試験器（サイクル試験器）
- 恒温恒湿槽

なお、オートクレーブは一定温度に保つが、槽ではなく釜の構造であるため、通常、恒温槽とは言わない。
恒温水槽は、液体を貯める槽に、温度計と連動したスイッチやサーモスタットにより自動的に ON-OFF されるように電熱器やクーラーを取り付け、槽内部の液温を一定に保つように制御できるようにした容器である。
- 用いる液体は温度により異なる。例えば、シリコーンオイル、大豆油、水、不凍液などが用いられる。
- 液を循環する装置があらかじめ取り付けられている場合もある。その場合、冷却管の冷却に用い節水することができる他、アッベ屈折計のような恒温の水を必要とする機器に取り付けることができる。
- 毛管粘度計による粘度測定に用いられる恒温水槽は、横から観察できるようにガラスが貼ってあり、垂直に毛管粘度計を設置できるような構造の恒温水槽が用いられる。

恒温乾燥器（あるいは単に乾燥器とも言われる）は、乾燥させる試験や、単に実験器具やシリカゲル等を乾燥させるのに用いられる。また、180℃程度の高温で動作する恒温乾燥器は、生物学や微生物学などの諸分野で乾熱滅菌にも用いられる。
環境試験器とは、恒温だけでなく、湿度を一定に保つことができる機器や、温度を一定の間隔で繰り返し上昇、恒温、下降などの細かな制御を行うことができる機器で、別名サイクル試験器とも言われる。間違えて環境試験機と言うと、環境測定の様々な機器を含む場合があり、名称には注意が必要である。
用途としては、製品開発時の様々な環境を想定した過酷試験に利用される。耐環境試験等。
恒温恒湿槽は、主に試験環境において湿度の条件を満たす必要があるとき使用されます。特にフィルムや繊維などの湿度の変化に敏感な素材の強度試験（引っ張り試験器）を行う際には湿度環境の構築は、温度環境同様に不可欠な条件ともいえる。

## 規模
- 卓上型（一部の恒温水槽など）
- 箱型（一片が30cm程度のものから、数mのものまである）

箱型よりも大きな規模のものは、1つの部屋、あるいは区画になるので、恒温槽などと言わずに恒温室（あるいは恒温恒湿室・環境試験室）と呼ばれる。
電子部品の一部には、電気的特性や出力誤差などを極力無くす為に温度を一定に保つ必要から恒温槽に内包された電子部品がある(恒温槽付水晶発振器OCXO等)。OCXOは何れも一辺が数cmから10cm程度の大きさである。

## 性能と性質
- クーラーの取り付けられたタイプは、多くの場合フロンや、代替フロンが用いられていることが多いので、廃棄する際には専門業者へ委託するなどの配慮が必要である。また機器性能の保持のため、設定可能であっても、あまり高温での運用は避けたほうが良い。
- クーラーの無いタイプの場合、室温より10℃程度上の温度設定でないと、温度が安定しない。
- 水槽になっているタイプは、アースをしっかりと取らないと危険である。
- 卓上型ではない、大きなものは、大型運搬物のため荷送料が高価であったり、特注品である場合がある。

## 製造業者
恒温槽の種類や規模に応じて、様々なメーカーが存在する。主に、次のような製造業者がある。
- パナソニック ヘルスケア（バイオメディカ事業部）
- いすゞ製作所
- エスペック（旧タバイエスペック）
- 日測エンジニアリング
- デスパッチ・インダストリーズ
- 三田産業
- ラウダ社 (LAUDA)
- TERCHY社 ※代理店 アイシーク